# Pierre Magne
Pierre Magne (Livry-Gargan, 7 de noviembre de 1906 - Livry-Gargan, 14 de noviembre de 1980) fue un ciclista francés que fue profesional entre 1927 y 1939, consiguiendo 8 victorias.

## Palmarés
- 1925
  - 1.º en la París-Évreux
- 1927
  - 1.º en el Gran Premio Wolber, formando parte del equipo Alleluia
- 1928. 
  - Vencedor de una etapa en el Tour de Francia
- 1929
  - 1.º en el Tour de Corrèze
- 1931
  - 1.º en el Circuito lleva Gers
- 1932
  - 1.º en el Gran Premio del Écho de Argel
- 1933
  - 1.º en el Circuito de Cantal
  - 1.º en el Circuito de Bearne
- 1938
  - Vencedor de una etapa a la Vuelta en el Marruecos

## Resultados en el Tour de Francia
- 1927. 15.º de la clasificación general
- 1928. 10.º de la clasificación general. Vencedor de una etapa
- 1929. 9.º de la clasificación general
- 1930. 6.º de la clasificación general